# سلنیم
سلنیم یا سلنیوم یکی از عنصرهای شیمیایی غیر فلزی و کمیاب است. عدد اتمی آن ۳۴ و نشانه اختصاری آن Se است. این عنصر بیشتر به صورت ترکیب یافت می‌شود و به صورت خالص کمتر دیده می‌شود. مصرف مقدار زیاد آن سمی است ولی در مقدار کم برای فعالیت سلول‌ها لازم است. بیشتر سلنیوم مورد نیاز بدن از مواد غذایی تأمین می‌شود. این ماده آنتی‌اکسیدان قوی است بنابراین از واکنش‌های شیمیایی زیان‌آور که در یاخته‌های بدن اتفاق می‌افتد، جلوگیری می‌کند. یاخته‌های حمایت شده بهتر قادرند در مقابل بیماریهایی نظیر بیماری قلبی، سرطان و اختلالات وابسته به سن از خود مقاومت نشان دهند. پژوهش نشان داده است که مصرف سلنیوم به همراه ویتامین «ئی» سلامت عمومی بدن را تقویت می‌کند.

## ویژگی‌ها
سلنیوم را برازیلوس در سال ۱۸۱۷ در رسوبات اتاقک قلع مجتمع اسید سولفوریک سازی سوئد کشف کرد، وی آن را الهه ماه نام‌گذاری نمود. سلنیوم با عدد اتمی ۳۴، از گروه شانزدهم جدول تناوبی که به خانواده گوگرد نیز معروف‌است، می‌باشد. سلنیوم بین گوگرد و تلوریوم قرار گرفته و خصوصیات شیمیایی آن بین گوگرد و تلوریوم است. سلنیوم یک نافلز است. وزن مخصوص آن در شکل فلزی و به رنگ خاکستری ۴٫۷۹ گرم در سانتی‌متر مکعب و در شکل شبه فلز به رنگ سیاه‌و ۴٫۲۸گرم در سانتی‌متر مکعب است. وزن اتمی سلنیوم ۷۸٫۹۶ و نقطه ذوب آن در شکل خاکستری ۲۷ درجه سانتی گراد و نقطه جوش آن ۶۸۴٫۹ درجه سانتی گراد است. هدایت الکتریکی آن در تاریکی پایین است و در روشنایی چندین برابر افزایش می‌یابد. یک‌نیمه‌هادی با هدایت اکسی متریک است که جریان الکتریکی در آن در یک جهت آسان‌تر از جهت دیگر صورت می‌گیرد. همین خصوصیت آن را دارای ارزشی استثنایی برای صنعت می‌کند. بیشترین استفاده‌از سلنیوم در صنایع الکترونیک، فتوکپی، عینک سازی، رنگ سازی، لاستیک سازی، آلیاژهای فلزی، نساجی، عکاسی، دارویی (شامپوهای ضدشوره و ضد قارچ) و پزشکی تشخیص کاربرد دارد. مقدار سلنیوم در پوسته زمین حدود ۰٫۰۵ تا ۰٫۰۹ میلی‌گرم در کیلوگرم است. از نظر فراوانی در بین عناصر پوسته زمین شصت و هشتمین عنصر محسوب می‌شود. اگر چه سلنیوم هنوز به عنوان عنصری ضروری از نظر فیزیولوژیک در گیاه به‌شمار نمی‌رود ولی از آن جا که امروزه علم پزشکی از سلنیوم به عنوان یک آنتی اکسیدانت یاد می‌کند، جزو عناصر مهم مورد نیاز انسان و دام می‌باشد. گیاه پایه چرخه تولید غذا در طبیعت است و بررسی آن از نظر کلیه عناصر ضروری برای انسان و دام و از جمله سلنیوم ضروری است.

## نقش زیست‌شناختی

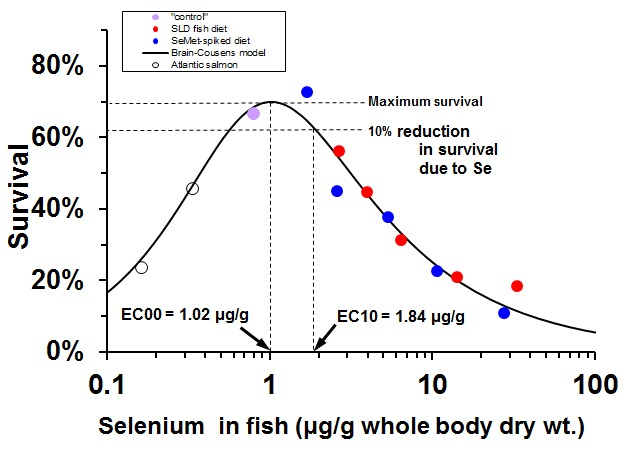
وجود سلنیم در بافت‌های ماهی قزل‌آلا

سلنیوم یک آنتی اکسیدانت است.آنتی‌اکسیدانت‌ها موادی هستند که سلول‌ها را از آسیب در برابر رادیکال‌های آزاد محافظت می‌کنند. در واکنش‌های بیوشیمیایی معمولی اکسیژن به حالت ناپایدار درآمده، ضمن اکسید کردن مولکول‌های مجاور، باعث تولید مولکول‌هایی با انرژی زیاد می‌شود. اگر تعداد آنها زیاد شود به بدن حمله کرده و باعث تخریب می‌شود. رادیکال‌های آزاد و تنش‌های اکسیداتیو عامل سرطان‌ها و بیماری‌های قلبی هستند. فرم فعال بیولوژیکی سلنیوم، سلنوپروتئین‌ها گلوتاتیون پراکسیداز است. گلوتاتیون پراکسیداز آنزیمی است که در تجزیه هیدروپراکسیدهای آلی و آب اکسیژنه دخالت می‌نماید. آرتروز مشکل دیگری است که بااستفاده‌از مکمل‌های سلنیوم بهبود می‌یابد. تخریب التهابی در مفاصل به دلیل وجود رادیکال‌های آزاد اتفاق می‌افتد. سلنیوم می‌تواند دردها و آثار التهابی آرتروز را کاهش دهد. اثر مهم سلنیوم در سیستم ایمنی، به دلیل افزایش رشد لنفوسیت‌های نوعB و تولید آنتی‌بادی است. این اثر در کنترل بیماری ایدز بسیار مهم است. سلنیوم باعث کاهش نسخه‌برداری ویروس HIV می‌شود. سلنیوم متابولیسم هورمون تیروئید افزایش می‌دهد و در درمان ناباروری، ناراحتی‌های پوستی، اضطراب، آسم، حفظ جوانی، انعطاف بافت‌ها، گر گرفتگی دوران یائسگی، کمک به فائق آمدن بر سرطان و پیشگیری و معالجه شوره سر اثر مهمی دارد. قابل ذکراست که ویتامین E,C و Se کار یکدیگر را تقویت می‌کنند.

### نوع و زمان مصرف کودهای محتوی سلنیوم
در توسعه کود مؤثر و بی خطر سلنیوم باید شکل شیمیایی، حلالیت PH، قابلیت اکسیداسیون و احیا و میزان و روش کاربرد سلنیوم مورد توجه قرارگیرد. این مواد ممکن است حاوی میزان کمی سلنیوم باشند یا رشد ریشه را تحریک کنند که متعاقب آن جذب سلنیوم افزایش یابد. کودهای ساخته شده از سنگ فسفات حاوی بیش از ۳۰۰ میلی‌گرم بر کیلوگرم سلنیوم است. کاربرد برگی سلنیت در گیاهان روش مؤثری برای افزایش سلنیوم در گیاهان علوفه‌ای است. کاربرد ۱۰ گرم بر هکتار سلنات در گیاهان مرتعی و کاربرد سلنیوم با کودهای کامل به عنوان یک راه مؤثر برای بالا بردن سطح سلنیوم در بافت‌ها و بذر گیاهی پیشنهاد شده است.

### گونه‌های گیاهی نشانگر
گونه‌های خاصی از گیاهان به عنوان نشانگرهای محتوای بالای سلنیوم در خاک در نظر گرفته می‌شوند زیرا نیاز بالایی به سلنیوم برای رشد و زنده ماندن دارند. گیاهان نشانگر اصلی سلنیوم شامل گونه‌های گون (شامل برخی از داتورا علفی یا گون سمی)، گیاه پرهای‌شاهزاده (سرده استنلی)، گیاهان آستر چوبی (سرده زیلورهیزا) و گیاه فالس گلدن‌وید (سرده اونوپسیس) هستند.

## اثر بر سلامتی
اثرات مصرف سلنیوم بر سرطان در چندین آزمایش بالینی و مطالعات اپیدمیولوژیک در انسان مورد بررسی قرار گرفته است. سلنیوم ممکن است نقشی پیشگیرانه در کاهش خطر سرطان به عنوان یک آنتی‌اکسیدان داشته باشد و ممکن است باعث فعال شدن سیستم ایمنی شود. در سطوح پایین، از آن در بدن برای تولید سلنوپروتئین‌های آنتی‌اکسیدان استفاده می‌شود و در دوزهای بالاتر از حد طبیعی، باعث مرگ سلولی می‌شود.
سلنیوم (در ارتباط نزدیک با یودین) نقشی در سلامت تیروئید ایفا می‌کند. سلنیوم همکاری کننده‌ای برای سه دئیودیناز هورمون تیروئید است و به فعال سازی و سپس غیرفعال سازی هورمون‌های مختلف تیروئید و متابولیت‌های آن‌ها کمک می‌کند. نقش کمبود سلنیوم در ایجاد واکنش‌های ایمنی خودایمنی در غدد تیروئید در بیماری هاشیموتو در حال بررسی قرار دارد. با این حال، در موارد کمبود همزمان یودین و سلنیوم، کمبود سلنیوم نقشی در حفاظت تیروئید داشته است.

### خطر بروز سرطان
مطالعات جدید حاکی از آن است که سلنیوم همانند یک شمشیر ۲ لبه است و مصرف بیش از مقدار توصیه شده آن می‌تواند سبب سرطان گردد. در واقع دُز مصرفی آن، بسیار مهم است و مانند همه ترکیبات قدرتمند، اثرگذاری آن وابسته به مصرف متعادل است نه زیاد مصرف کردنش. در حالی که تحقیقات قبلی نشان داده است که سلنیوم دارای خواص پیشگیری‌کننده از سرطان است اما مطالعات جدیدتر در واقع عکس این را نشان می‌دهند، یعنی ممکن است مصرف دُز بالای آن، خطر ابتلا به سرطان را افزایش دهد ، به همین جهت توصیه شه است که از مصرف آجیل برزیلی خودداری شود.

### تشخیص در مایعات بیولوژیکی
سلنیوم می‌تواند در خون، پلاسما، سرم یا ادرار اندازه‌گیری شود تا میزان بیش از حد تماس با محیط زیستی یا کار را نظارت کرده، تشخیص مسمومیت در قربانیان بستری را تأیید کند یا یک مورد مشکوک از مسمومیت مرگبار را مورد بررسی قرار دهد. برخی از تکنیک‌های تجزیه و تحلیل قادر به تمایز اشکال آلی و غیرآلی عنصر هستند. هر دو شکل آلی و غیرآلی سلنیوم در بدن به‌طور عمده قبل از دفع توسط ادرار به ترکیبات مونوساکارید (سلنوزوگارها) تبدیل می‌شوند. بیماران سرطانی که دوزهای خوراکی روزانه سلنوتیونین دریافت می‌کنند، ممکن است غلظت سلنیوم بسیار بالایی در پلاسما و ادرار داشته باشند.